# Fuligule à dos blanc
Aythya valisineria
Espèce
Statut de conservation UICN

 LC  : Préoccupation mineure
Le Fuligule à dos blanc (Aythya valisineria), également appelé milouin aux yeux rouges, est une espèce d'oiseaux de la famille des Anatidae.

## Description
Ce oiseau mesure de 48 à 56 cm pour un poids allant de 862 à 1 588 g, et une envergure de 79 à 89 cm.
Le mâle a le bec, la poitrine et le croupion noirs, la tête et le cou rouge-châtain. Le reste du corps est blanc, avec de fines lignes plus sombres. La femelle a le reste du corps crème à marron, et une teinte moins soutenue sur la tête et le cou.

## Reproduction
Les parades nuptiales débutent durant la migration printanière. Ils sont généralement monogames pour la saison, même si les mâles peuvent occasionnellement changer de partenaire.
Les femelles choisissent le même site de nidification chaque année. Les nids sont généralement construits sur de la végétation dans des étendues d'eau peu profondes. Les couples ont une couvée par an, mais peuvent en avoir une seconde si la première est détruite. Les pontes peuvent avoir de 5 à 11 œufs, qui sont incubés durant 24 à 29 jours.
Les petits quittent le nid entre 56 et 68 jours après leur naissance, et peuvent se reproduire l'année suivante.

## Répartition

Répartition :
zone de nidification
présence permanente
voie migratoire
aire d'hivernage

Cet oiseau vit en Amérique du Nord.
Durant la reproduction il migre dans la moitié nord-ouest de l'Amérique du Nord (de l'Alaska au Colorado).
Durant l'hiver il occupe quasiment toute la moitié sud des États-Unis et une large part du Mexique.

## Étymologie
Le nom binomial de cet oiseau commémore le naturaliste italien Antonio Vallisneri (1661-1730).

## Galerie

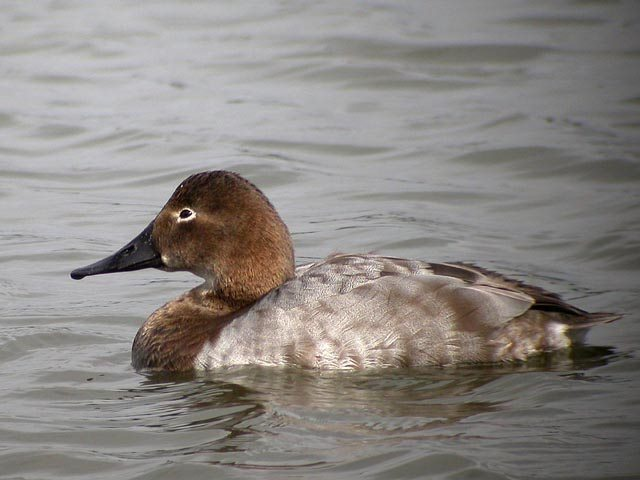
♀
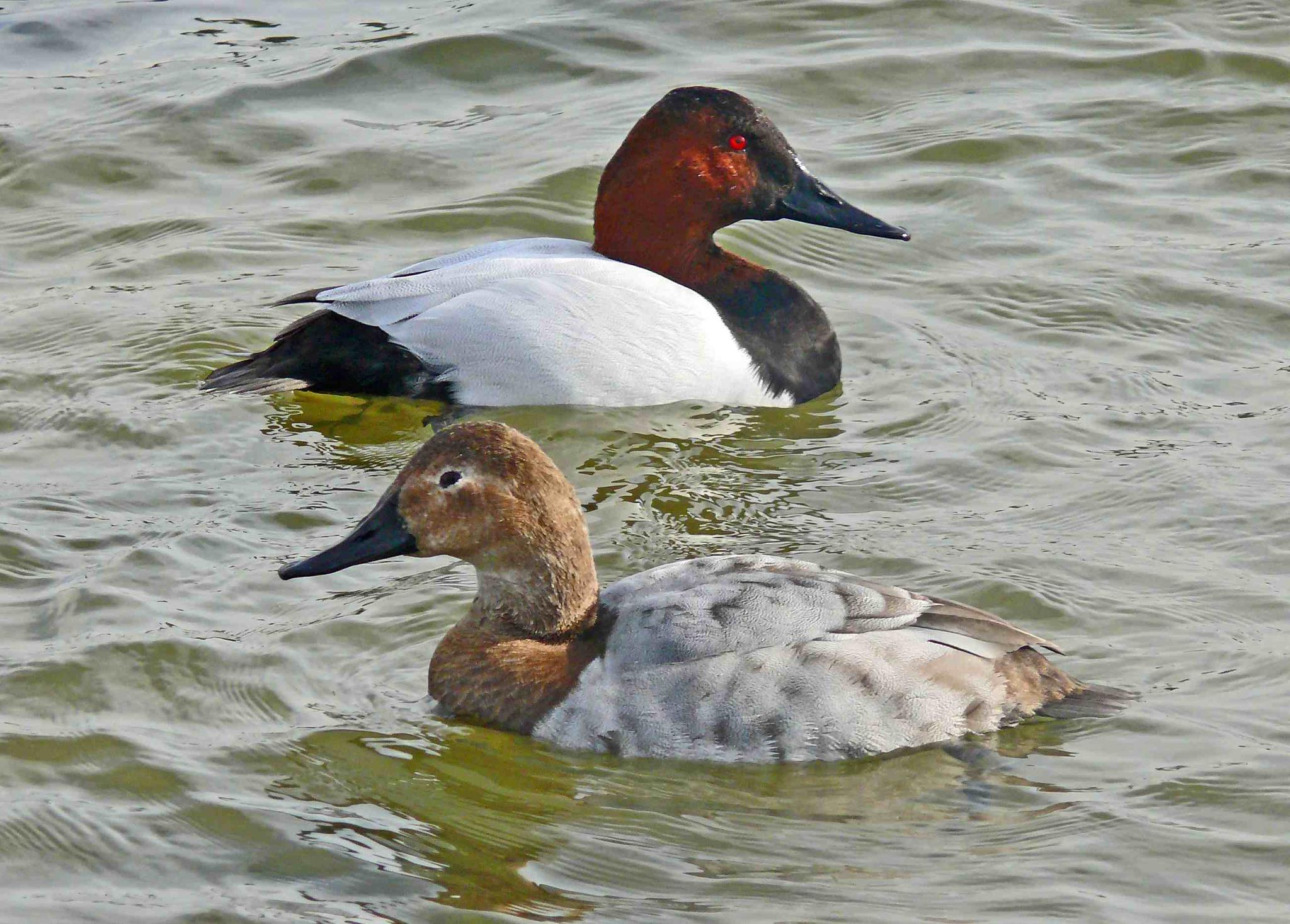
♂ ♀
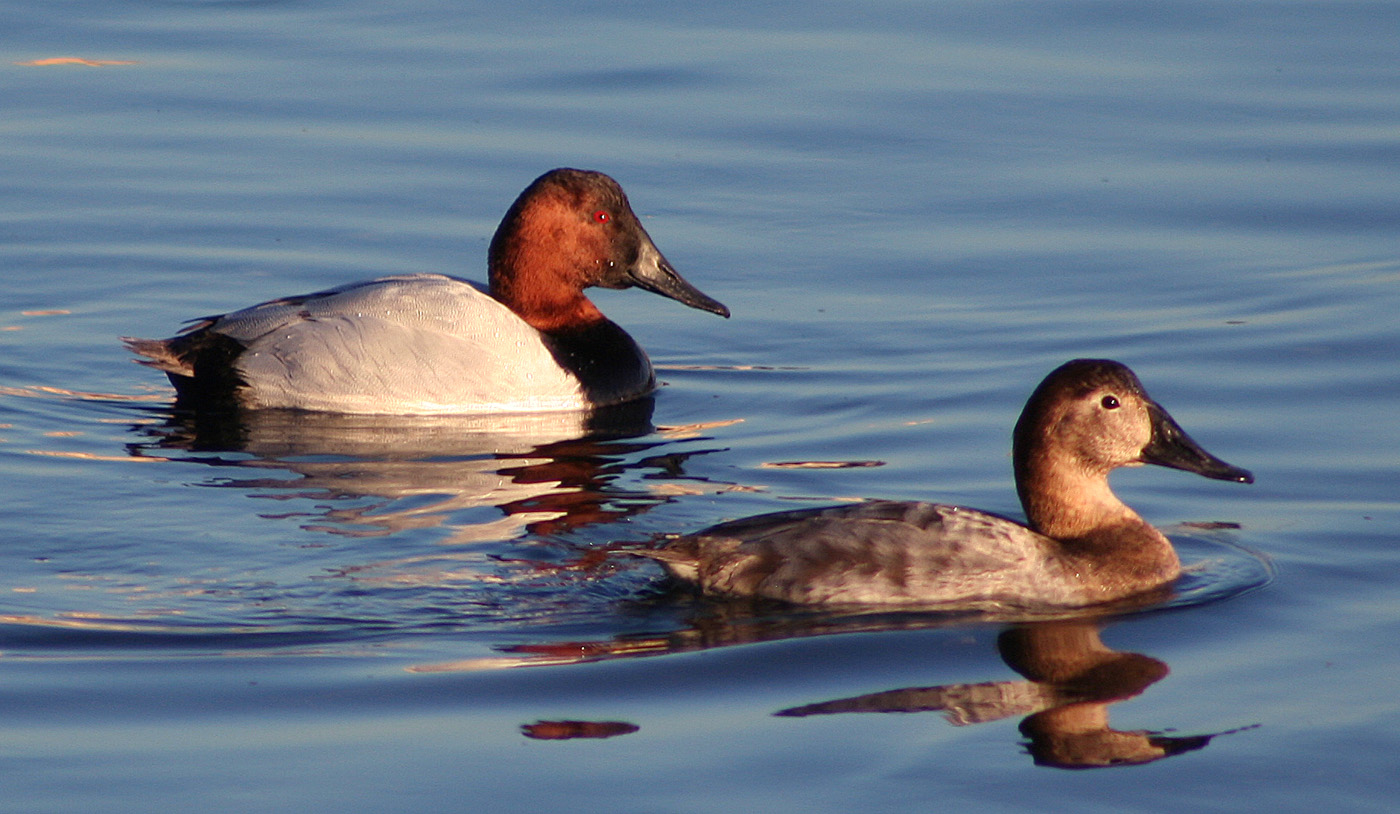
au lac Merritt (CA)